# Trần Hồng Minh
Trần Hồng Minh (sinh năm 1967) là một chính khách và cựu sĩ quan cấp cao trong Quân đội nhân dân Việt Nam, hàm Trung tướng. Ông hiện là Ủy viên Ban Chấp hành Trung ương Đảng Cộng sản Việt Nam khóa XIII, Bộ trưởng Bộ Xây dựng.
Ông từng là Bí thư Tỉnh ủy Cao Bằng, Trưởng đoàn Đại biểu Quốc hội khóa XV tỉnh Cao Bằng, Chủ nhiệm Tổng cục Công nghiệp Quốc phòng, Tư lệnh Quân khu 1, Tư lệnh Binh chủng Công binh..

## Xuất thân
Trần Hồng Minh sinh ngày 04 tháng 11 năm 1967 tại xã Bột Xuyên, huyện Mỹ Đức, thành phố Hà Nội và gia nhập Đảng Cộng sản Việt Nam vào ngày 08 tháng 12 năm 1985.
Ông hiện đang sinh sống tại số 34 - BT7, khu Đô thị Văn Quán, phường Văn Quán, quận Hà Đông, thành phố Hà Nội

## Sự nghiệp
Trần Hồng Minh có thời gian dài công tác trong quân đội. Bắt đầu từ tháng 10 năm 1984, ông là Học viên Trường Sĩ quan Công binh; sau đó là Giảng viên Trường Sĩ quan Công binh, Binh chủng Công binh, rồi Trưởng Bộ môn Đường Quân sự, Khoa Cầu đường Vượt sông, Trường Sĩ quan Công binh, Binh chủng Công binh. Tháng 2 năm 2003, ông là Phó Trưởng Khoa Cầu đường Vượt sông, Trường Sĩ quan Công binh, Binh chủng Công binh. 4 năm sau, ông là Trưởng Khoa Cầu đường Vượt sông, Trường Sĩ quan Công binh, Binh chủng Công binh. 
Đến tháng 3 năm 2009, ông là Lữ đoàn trưởng Lữ đoàn 249, Binh chủng Công binh. Tháng 4 năm 2011, ông là Phó Tham mưu trưởng Binh chủng Công binh; sau đó là Phó Tư lệnh kiêm Tham mưu trưởng Binh chủng Công binh Tháng 8 năm 2014, ông được bổ nhiệm giữ chức Tư lệnh Binh chủng Công binh đồng thời thăng quân hàm Thiếu tướng. Phó cơ quan Thường trực Ban Chỉ đạo 504 kiêm Tổng Giám đốc Trung tâm hành động bom mìn Quốc gia Việt Nam. Tháng 5 năm 2016, ông được bổ nhiệm giữ chức Phó Tư lệnh Quân khu 1 và 1 năm sau ông được bổ nhiệm giữ chức Phó Tư lệnh kiêm Tham mưu trưởng Quân khu 1. Ngày 23 tháng 2 năm 2018, ông được Thủ tướng Chính phủ Nguyễn Xuân Phúc bổ nhiệm làm Tư lệnh Quân khu 1. Tháng 12 năm 2018, ông được thăng quân hàm Trung tướng.
Ngày 24 tháng 9 năm 2019, ông được Thủ tướng Nguyễn Xuân Phúc bổ nhiệm giữ chức Chủ nhiệm Tổng cục Công nghiệp Quốc phòng thay Trung tướng Nguyễn Đức Lâm nghỉ chờ hưu.
Sáng 3/10/2019, Đại tướng Ngô Xuân Lịch, Ủy viên Bộ Chính trị, Phó Bí thư Quân ủy Trung ương, Bộ trưởng Bộ Quốc phòng dẫn đầu Đoàn công tác Bộ Quốc phòng đến thăm, làm việc và chủ trì bàn giao chức vụ Tư lệnh Quân khu 1. Thiếu tướng Nguyễn Hồng Thái, Tư lệnh Bộ Tư lệnh Thủ đô Hà Nội tiếp nhận nhiệm vụ Tư lệnh Quân khu 1 thay Trung tướng Trần Hồng Minh nhận nhiệm vụ Chủ nhiệm Tổng cục Công nghiệp Quốc phòng.

### Trung ương Đảng
Ngày 30 tháng 1 năm 2021, tại Đại hội đại biểu toàn quốc lần thứ XIII của Đảng, ông được bầu là Ủy viên Ban Chấp hành Trung ương Đảng Cộng sản Việt Nam khoá XIII, nhiệm kỳ 2021-2026.
Ngày 10 tháng 6 năm 2021, Hội đồng bầu cử Quốc gia công bố ông trúng cử Đại biểu Quốc hội khóa XV.

### Tỉnh Cao Bằng
Ngày 16 tháng 9 năm 2021, tại Cao Bằng, Ban Tổ chức Trung ương tổ chức Hội nghị triển khai các quyết định của Bộ Chính trị về công tác cán bộ. Tại hội nghị, Phó Trưởng ban Tổ chức Trung ương Mai Văn Chính đã công bố quyết định của Bộ Chính trị về điều động Trung tướng Trần Hồng Minh, Ủy viên Ban chấp hành Trung ương Đảng, Ủy viên Quân ủy Trung ương, Chủ nhiệm Tổng cục Công nghiệp Quốc phòng (Bộ Quốc phòng) tham gia Ban Chấp hành, Ban Thường vụ và giữ chức Bí thư Tỉnh ủy Cao Bằng, Trưởng đoàn Đại biểu Quốc hội khóa XV tỉnh Cao Bằng.

### Bộ trưởng Bộ Giao thông Vận tải
Ngày 28 tháng 11 năm 2024, tại kỳ họp thứ tám, Quốc hội khoá XV biểu quyết thông qua nghị quyết phê chuẩn đề nghị của Thủ tướng Phạm Minh Chính về việc bổ nhiệm Bộ trưởng Bộ Giao thông vận tải nhiệm kỳ 2021-2026 đối với ông Trần Hồng Minh bằng hình thức biểu quyết điện tử.
Kết quả, có 452 đại biểu tham gia biểu quyết (bằng 94,36% tổng số đại biểu), có 452 đại biểu tán thành (bằng 94,36% tổng số đại biểu).
Ngày 18 tháng 2 năm 2025, ông được bầu làm Bộ trưởng Bộ Xây dựng sau khi hợp nhất với Bộ Giao thông Vận tải.

## Lịch sử thụ phong quân hàm
| Năm thụ phong | 2010   | 2014        | 2018        |  |
| ------------- | ------ | ----------- | ----------- |  |
| Cấp bậc       | Đại tá | Thiếu tướng | Trung tướng |  |
|               |        |             |             |  |